# Omeljan Pritsak

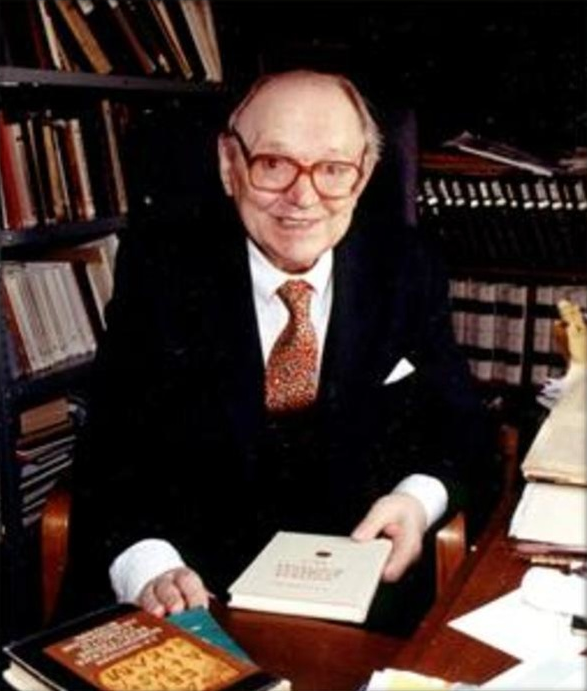
Omeljan Pritsak

Omeljan Pritsak (ukrainisch Омелян Йосипович Пріцак Omeljan Jossypowytsch Prizak; * 7. April 1919 in Luka, Westukrainische Volksrepublik; † 29. Mai 2006 in Boston, Vereinigte Staaten) war ein ukrainisch-amerikanischer Linguist, Philologe, Orientalist und Historiker. Pritsak war der erste Mykhailo-Hrushevsky-Professor für ukrainische Geschichte an der Harvard University sowie Gründer und erster Direktor des Harvard Ukrainian Research Institute.

## Leben
Omeljan Pritsak kam als Omeljan Jossypowytsch Prizak im Dorf Luka in der kurzlebigen Westukrainischen Volksrepublik in der heute ukrainischen Oblast Lwiw zur Welt.
Pritsaks Vater kam, als Soldat der Armee der Westukrainischen Republik, in polnische Gefangenschaft und wurde in Brest-Litowsk inhaftiert, wo er im September 1919 starb. Seine Mutter heiratete 1920 ein zweites Mal und zog mit ihrer Familie nach Ternopil. Da die Familie die ukrainische Unabhängigkeitsbewegung unterstützt hatte, wurde ihr gesamtes Vermögen durch die neue polnische Regierung konfisziert. Um dem Sohn die Zukunft nicht zu verbauen, wurde er polnisch erzogen, besuchte eine polnischsprachige Schule und machte, als einziger Schüler ukrainischer Abstammung, sein Abitur am polnischen Gymnasium in Ternopil.
Aufgrund eines polnischen Physiklehrers, der ihn regelmäßig, aufgrund seiner ukrainischen Abstammung, vor seinen Klassenkameraden schmähte, und durch Gespräche mit ukrainischen Dorfbewohnern, die 1930 in Ternopil gegen die polnische Einflussnahme in Galizien protestierten, fand er zu seiner ukrainischen Identität, kaufte sich Bücher über die ukrainische Geschichte und Sprache sowie ein ukrainisch-polnisches Wörterbuch und änderte seinen Namen vom polnischen Emil zum ukrainischen Omeljan.
Nach dem Abitur studierte er an der, unter polnischer Kontrolle stehenden, Historischen Fakultät der Universität in Lwiw mit Schwerpunkt in ukrainischer und türkischer Geschichte sowie Philologie.
Nachdem die Universität unter sowjetischer Besatzung geschlossen worden war, wurde er Sekretär seines Professors Iwan Krypjakewytsch an der neu gegründeten Sektion des Instituts für Geschichte der Akademie der Wissenschaften der Ukrainischen SSR. Er lebte während dieser Zeit fast ein Jahr in dem Gebäude des Basilianerklosters St. Onufrius und versuchte, gemeinsam mit seinem Professor, die dortige Klosterbibliothek zu retten. Nach einer Einladung von Ahatanhel Krymskyj an die ukrainische Akademie der Wissenschaften in Kiew setzte er dort ab 1940 sein Studium fort, wurde jedoch nach kurzer Zeit in die Rote Armee eingezogen, die ihn in Zentralasien einsetzte.
Pritsak entzog sich dem weiteren Kriegsdienst durch Flucht ins, von der Wehrmacht besetzte, Kiew. Nachdem er die Akademie geschlossen vorfand, kehrte er nach Galizien zurück und kam schließlich als Ostarbeiter in die deutsche Hauptstadt. Der Orientalist Richard Hartmann beschaffte ihm die nötigen Dokumente, die es ihm erlaubten, sein Studium am Orientalischen Institut der Friedrich-Wilhelms-Universität in Berlin fortzusetzen. Nach der Einnahme Berlins durch die Rote Armee ging er in die Britische Besatzungszone und studierte an der Universität Göttingen weiter, an der er 1948 promovierte. Dort unterrichtete er nach seiner Promotion und wurde 1952 Dozent. Nachdem er 1954 ein Jahr als Gastprofessor an der University of Cambridge verbracht hatte, wurde er 1957 an der Universität Hamburg Professor für Turkologie. Weitere Gastprofessuren führten ihn 1959 an die Universitäten von Krakau und Warschau und 1960 an die Harvard University.
1961 emigrierte er in die Vereinigten Staaten, wo er eingebürgert und Professor für Turkologie an der University of Washington in Seattle wurde. Als Professor für Linguistik und Turkologie wechselte er 1964 an die Harvard University in Cambridge, Massachusetts.
Zwischen 1968 und 1974 war er an der Einrichtung von Stiftungsprofessuren für ukrainische Geschichte, Philologie und Literatur an der Harvard University beteiligt und gründete 1973 das Harvard Ukrainian Research Institute, dessen erster Direktor er von 1973 bis 1989 war.
Des Weiteren unterstützte er 1977 die Gründung der Zeitschrift Harvard Ukrainian Studies und beteiligte sich an der Organisation wöchentlicher Seminare, dem Aufbau ukrainischer Bibliotheksbestände und der weltweiten Bereitstellung wichtiger Werke zur ukrainischen Geschichte. 1971 wurde Pritsak in die American Academy of Arts and Sciences gewählt.
Nachdem er sich 1989 von seinen Funktionen an der Harvard University zurückgezogen hatte, engagierte er sich, nach dem Zusammenbruch der Sowjetunion, für die Wiederbelebung der geisteswissenschaftlichen Hochschulbildung in der Ukraine. Er verbrachte jährlich drei Monate in Kiew und gründete dort 1990 das nach Ahatanhel Krymskyj benannte Institut für Orientstudien mit einer Zweigstelle auf der Krim. An der Taras-Schewtschenko-Universität Kiew wurde er der erste Inhaber des Lehrstuhls für Historiographie und 1997 wurde er als erster Ausländer in die Nationale Akademie der Wissenschaften der Ukraine berufen.
Er starb 87-jährig im Bostoner Massachusetts General Hospital an einer Herzerkrankung.

## Werk
Die Forschungsinteressen von Omeljan Pritsak lagen bei den Sprachen und der Geschichte der Turkvölker, skandinavischen und orientalischen Quellen zur ukrainischen Geschichte sowie bei den ukrainisch-türkischen Beziehungen im Mittelalter.
Pritsak, der 12 Sprachen fließend beherrschte, verfasste mehr als 500 Bücher, Artikel und wissenschaftliche Arbeiten. Um Papst Johannes Paul II. über die Entwicklungen in Mittel- und Osteuropa, insbesondere in der Ukraine, zu informieren, lud man ihn regelmäßig in den Vatikan ein.

### Veröffentlichungen (Auswahl)
- The origins of the Old Rus' weights and monetary systems: Two studies in Western Eurasian metrology and numismatics in the seventh to eleventh centuries; Cambridge, Massachusetts: Distributed by Harvard University Press for the Harvard Ukrainian Research Institute, 1998.
- From Kievan Rus' to modern Ukraine: Formation of the Ukrainian nation (mit Mykhailo Hrushevski und John Stephen Reshetar). Cambridge, Massachusetts: Ukrainian Studies Fund, Harvard University, 1984.
- Khazarian Hebrew documents of the tenth century; mit Golb, Norman Ithaca: Cornell University Press, 1982.
- The Polovcians and Rus (Journal Article in Archivum Eurasiae medii aevi), 1982.
- The origin of Rus; Cambridge, Massachusetts: Distributed by Harvard University Press for the Harvard Ukrainian Research Institute, 1981.
- Studies in medieval Eurasian history London: Variorum Reprints, 1981.
- On the writing of history in Kievan Rus; Cambridge, Massachusetts: Ukrainian Studies Fund, Harvard University, 1980.
- The Khazar Kingdom's Conversion to Judaism (Journal Article in Harvard Ukrainian studies, 1978)
- The Pechenegs: A Case of Social and Economic Transformation (Journal Article in Archivum Eurasiae medii aevi), 1975
- Two Migratory Movements in the Eurasian Steppe in the 9th-11th Centuries (Conference Paper in Proceedings : Proceedings of the 26th International Congress of Orientalists, New Delhi 1964, Vol. 2)
- The Decline of the Empire of the Oghuz Yabghu (Journal Article in Annals of the Ukrainian Academy of Arts and Sciences in the United States), 1952.
- Die Bulgarische Fürstenliste und die Sprache der Protobulgaren. Harrassowitz, Wiesbaden 1955.
- Karachanidische Studien 1-4. Studien zur Geschichte der Verfassung der Türk-Völker Zentralasiens. Dissertation Göttingen 1949.

## Ehrungen und Mitgliedschaften
Pritsak erhielt, vor allem aus der Ukraine und der Türkei, zahlreiche akademische Preise und Ehrungen. Ihm wurde außerdem die türkische Ehrenbürgerschaft des Präsidenten der Republik Türkei verliehen.
Pritsak war außerdem Ehrendoktor verschiedener prominenter Universitäten, Vollmitglied der American Academy of Arts and Sciences, der Finnischen und Türkischen Akademien der Wissenschaften, Ehrenmitglied der Lettischen Akademie der Wissenschaften. Des Weiteren war er Mitglied der Shevchenko Scientific Society in the US und der Ukrainischen Freien Universität.
Der am 18. Dezember 1992 von Eric Walter Elst entdeckte Hauptgürtelasteroid (17519) Pritsak wurde nach ihm benannt.